# Căn phòng hổ phách

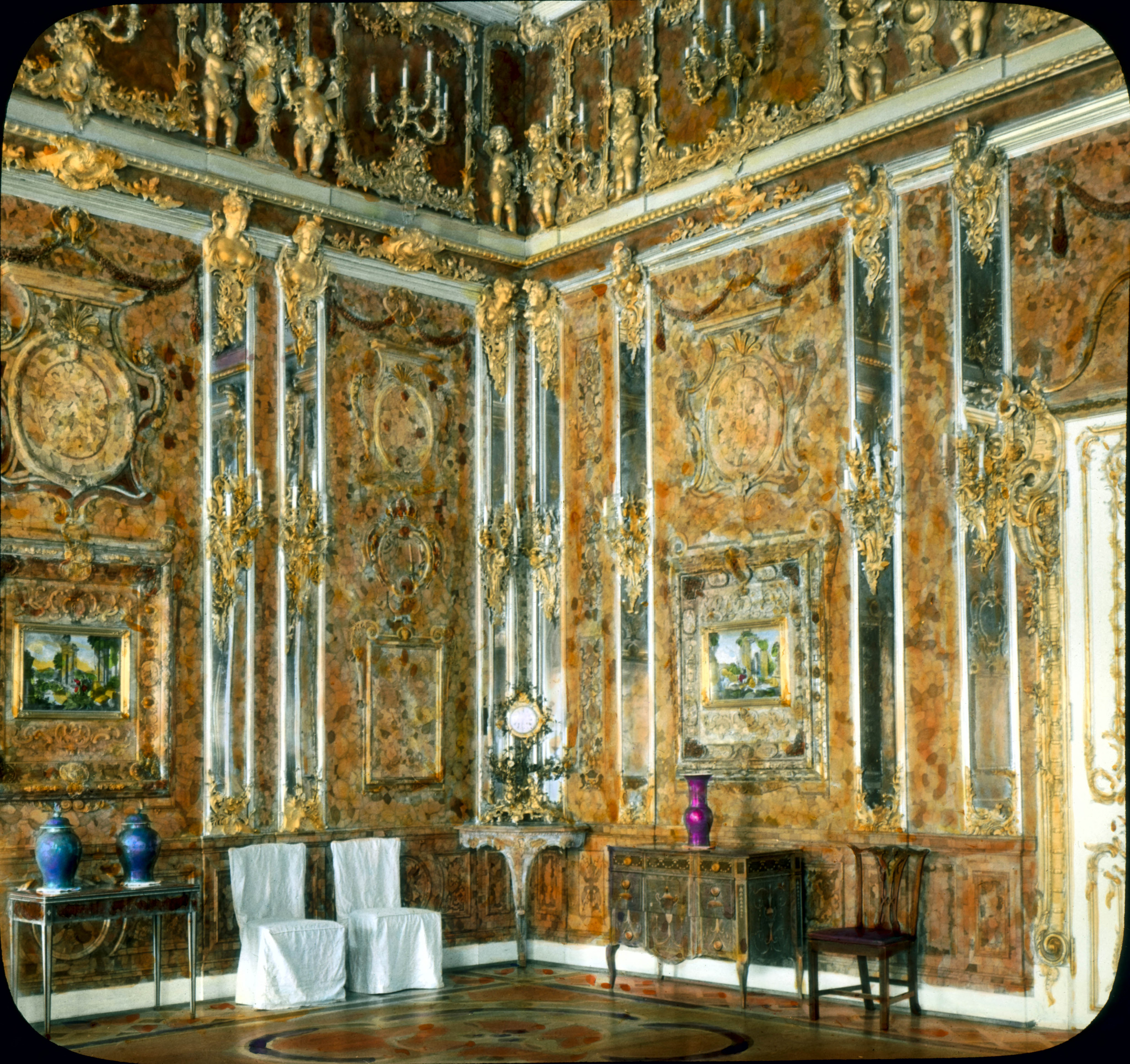
Hình gốc được tô màu lại của căn phòng hổ phách

Căn phòng hổ phách là quà của vua nước Phổ là Friedrich Wilhelm I tặng cho Nga hoàng Pyotr I trong năm 1716. Căn phòng này được kiến trúc sư và nhà điêu khắc Andreas Schlüter phác thảo.
Từ năm 1701 cho đến năm 1709 căn phòng này được các thợ cả về hổ phách là Gottfried Wolffram, Ernst Schacht và Gottfried Turau làm tại Danzig (thành phố Gdansk ngày nay của Ba Lan) và Königsberg (thành phố Kaliningrad ngày nay của Nga), sau đó được lắp đặt trong lâu đài Charlottenburg (Đức). Tường của căn phòng được dát toàn bộ bằng hổ phách và cũng còn được gọi là "kỳ quan thứ tám của thế giới". Nga hoàng Pyotr I rất ngưỡng mộ căn phòng này, sau khi được tặng ông đã cho người mang về Sankt-Peterburg (Nga). Căn phòng sau đó được lắp đặt trong Cung điện Mùa Đông (Viện bảo tàng Hermitage). Về sau, nữ hoàng Ekaterina II đã mang căn phòng này về Cung điện Yekaterina gần thành phố Pushkin, phía nam của Sankt-Peterburg.
Căn phòng hổ phách bị Đức Quốc xã cướp đi trong Chiến tranh thế giới thứ hai và biến mất sau đó. Số phận của căn phòng hổ phách cho tới nay vẫn còn là một bí mật và việc tìm kiếm căn phòng này là một trong những công cuộc tìm kiếm kho báu lớn nhất thế giới.

## Trong Chiến tranh thế giới thứ hai
Trong Chiến tranh thế giới thứ hai, căn phòng hổ phách được quân đội Đức tháo dỡ và đóng gói. Vào ngày 14 tháng 10 năm 1941, dưới sự chỉ huy của Rittmeister Graf Solms-Laubach, 27 kiện chứa căn phòng được di chuyển về Königsberg. Việc tháo dỡ kéo dài 36 tiếng được thực hiện dưới sự giám sát của 2 chuyên gia. Vào ngày 13 tháng 11 năm 1941 tờ báo Königsberger Allgemeine Zeitung đã tường thuật chi tiết về việc trưng bày nhiều phần của căn phòng hổ phách trong lâu đài Königsberg.
Trong đêm 26 rạng ngày 27 tháng 8 năm 1944 lâu đài Königsberg bị bỏ bom tàn phá. Khi quân đội Liên Xô giành được thành phố Königsberg vào tháng 4 năm 1945 thì họ phát hiện ra căn phòng hổ phách đã biến mất.

## Địa điểm

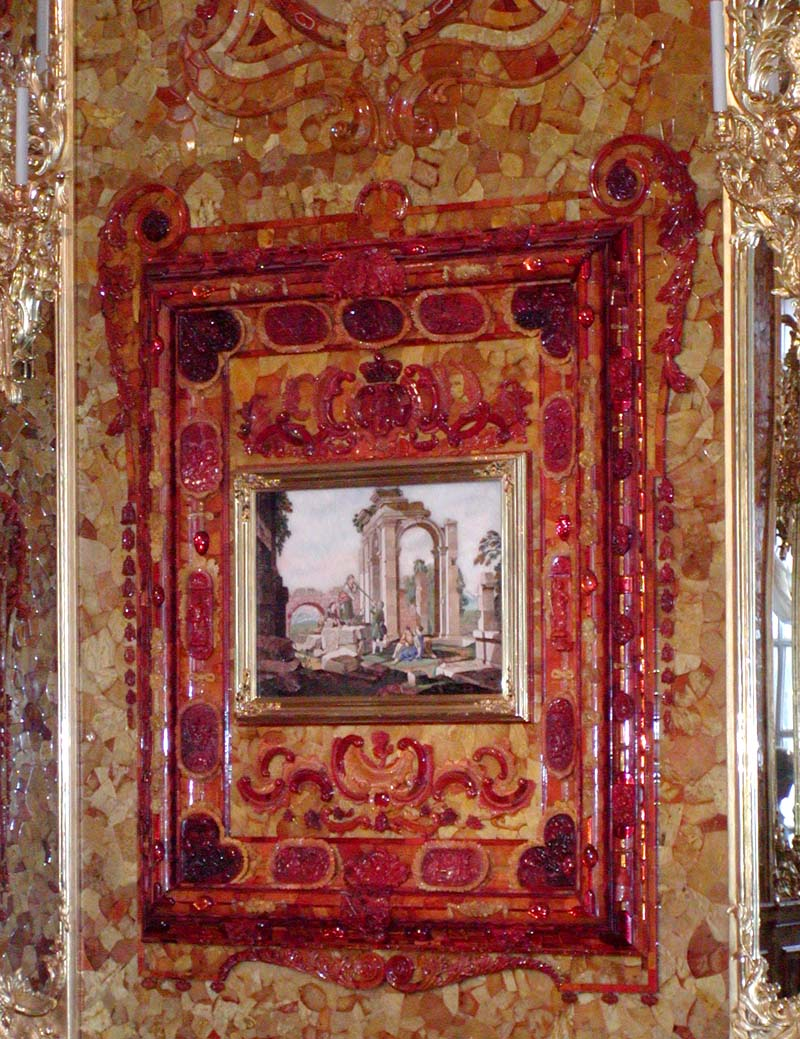
Một phần của căn phòng hổ phách được tái thiết

Cho đến nay có đến hơn 100 giả thuyết khác nhau về căn phòng hổ phách. Các nhà sử học, những người chuyên đi tìm kho báu và cả những người tự xưng là chuyên gia còn tìm dấu vết của căn phòng mà ngày nay được đánh giá là vào khoảng 125 triệu USD ở tận Moskva và Hoa Kỳ.
Alfred Rohde, giám đốc viện bảo tàng của Königsberg, người phụ trách vật báu này ở Königsberg và cũng là người có thể cho biết căn phòng hổ phách đã biến mất đi đâu thì đã qua đời cùng với vợ của ông ngay trong năm 1945. Người bác sĩ viết giấy khai tử cho vợ chồng Rohde (chết vì bệnh thương hàn) thì đã biến mất. Chính vì thế mà có nhiều lời đồn đại là cái chết của Rohde có nhiều bí ẩn.
Theo nhiều bài tường thuật thì người nguyên là lãnh đạo đảng bộ Đảng Đức Quốc xã của tỉnh Königsberg, Erich Koch, đã cho mang căn phòng hổ phách cùng với nhiều báu vật nghệ thuật khác ra khỏi Königsberg. Vào cuối Chiến tranh thế giới thứ hai Erich Koch bị bắt giam trong nhà tù Ba Lan và bị tuyên án tử hình. Thế nhưng bản án này không bao giờ được thi hành. Có lẽ những hiểu biết mà người ta đoán là ông có về căn phòng hổ phách đã bảo vệ mạng sống cho ông. Vì thế mà cũng có thể giải thích được là tại sao Erich Koch đã nhiều lần thay đổi lời khai về nơi chốn của căn phòng hổ phách. Cũng có người cho là không có thời điểm nào mà Erich Koch có thể tự ra lệnh di chuyển ra khỏi vùng ông chịu trách nhiệm. Việc di tản và bảo vệ phải được thực hiện theo lệnh của Adolf Hitler vì Hitler đã có ý định trưng bày căn phòng hổ phách này tại một viện bảo tàng ở Linz (Áo) sau chiến tranh.
Lâu đài Könisgberg, nơi từng chứa căn phòng hổ phách, đã bị phá hủy và san bằng chỉ còn nền móng. Chỉ một phần của phần nền móng với các hầm vòng cung, nơi mà người ta chứng minh được là đã từng chứa căn phòng hổ phách, là còn tồn tại đến ngày nay. Vì thế mà việc căn phòng hổ phách còn ở Königsberg vẫn còn chưa được loại ra. Mặt khác có nhiều nhân chứng cho rằng họ đã nhìn thấy căn phòng hổ phách này được gói ghém trong nhiều thùng ở nhà ga Königsberg.
Nhiều thuyết khác nhau lại nói rằng căn phòng này được mang lên tàu Wilhelm Gustloff. Chiếc tàu chở người tỵ nạn này đã chìm do trúng thủy lôi của quân đội Xô viết trên chuyến đi cuối cùng.
Theo 2 nhà nghiên cứu người Anh Adrian Levy và Catherine Scott-Clark thì căn phòng hổ phách đã bị đốt cháy ở Königsberg vào năm 1945. Kết luận này xuất phát từ những tài liệu lưu trữ mà cho đến nay không được lưu ý đến, do người chịu trách nhiệm về căn phòng hổ phách của Liên bang Xô viết để lại, ông Anatoli Kutschumov.
Trái lại, trong loạt phim tài liệu về căn phòng hổ phách của đài truyền hình ZDF (Đức) vào năm 2003, giáo sư phó tiến sĩ Guido Knopp, trưởng ban biên tập về lịch sử đương đại, đã cùng các đồng nghiệp đi đến kết luận là căn phòng hổ phách không bị đốt cháy tại lâu đài Königsberg trong Chiến tranh thế giới thứ hai mà vẫn còn tồn tại, ít nhất là một phần lớn, hoặc là vẫn ở Königsberg hay là đã được trung chuyển qua Weimar đến một khu vực hầm quân sự rộng lớn ở Thüringen (Đức) có mật danh là "Schwalbe V" (Chim én V), nơi mà nhà cầm quyền Đức Quốc xã dự định xây dựng một nhà máy sản xuất xăng. Các nguồn tài liệu quan trọng cho kết luận này là những tường thuật của nhân chứng thời bấy giờ và nhật ký cũng như thư từ không được công khai của một số người, trong đó có một sĩ quan Nga, người chịu trách nhiệm tìm kiếm và bảo vệ căn phòng hổ phách vào năm 1945. Người sĩ quan này đã rút lại lời khai trước đây của mình là căn phòng đã bị cháy. Những ai trong đề tài này mà "đưa ra sự chắc chắn trên băng tuyết trơn trượt thì phải biết rằng đấy là đi đến ranh giới của sự bịp bợm", Knopp tự giới hạn các kết quả tìm kiếm như thế.
Trong thời kỳ Chiến tranh Lạnh các nhân viên an ninh quốc gia của Cộng hòa Dân chủ Đức cũng đã nỗ lực tìm kiếm căn phòng hổ phách. Công cuộc tìm kiếm bí mật quốc gia này được ghi lại trong một tập hồ sơ dày 1.800 trang có mật danh là "Hồ sơ Pushkin". Có ít nhất là 100 nơi đã được khám xét hay khai quật, trong đó cũng có một phần của khu vực hầm "Chim én V". Cho tới ngày nay tổng thể kiến trúc rất rộng lớn này, theo lời của những người trong cuộc, vẫn còn có những nơi chưa được khai quật. Sau khi nước Đức thống nhất nhiều người tìm kho tàng cũng như những công ty chuyên tìm báu vật đã đến vùng này tìm kiếm thế nhưng cho đến nay vẫn không có kết quả.
Vào ngày 13 tháng 5 năm 1997 một bức tranh khảm của căn phòng hổ phách được cảnh sát tịch thu tại thành phố Bremen (Đức). Bức tranh khảm này được một luật sư nhân danh thân chủ của mình mời bán. Nhờ mật báo nên cảnh sát đã đột nhập vào văn phòng của luật sư, khám xét và tịch thu bức tranh khảm này. Người mật báo đã từng là nhân viên của "Kunst & Antiquität GmbH" (Công ty TNHH Nghệ thuật & Đồ cổ), công ty mà thời DDR đã có nhiệm vụ mua các tác phẩm nghệ thuật trong nước CHDC Đức và sau đó bán đi để lấy ngoại tệ. Ngay sau đó, tại Berlin, một chiếc tủ ngăn của căn phòng huyền thoại này cũng đã xuất hiện. Theo tạp chí Der Spiegel thì chiếc tủ ngăn này được công ty "Kommerzielle Koordination" (Điều phối thương mại) của cơ quan an ninh quốc gia DDR bán sang Cộng hòa Liên bang Đức vào năm 1978. Cũng theo tin của tờ tạp chí này thì luật sư Peter Danckert, cũng là luật sư của Alexander Schalck-Golodkowski (trưởng công ty "Kommerzielle Koordination"), đã trao chiếc tủ này cho văn phòng ở Berlin của tạp chí "theo yêu cầu của một nữ thân chủ", vì "người sở hữu đã nhận ra chiếc tủ ngăn này trong một phóng sự truyền hình về căn phòng hổ phách và muốn tránh các vấn đề có thể xảy ra". Theo các nguồn tin chính thức thì hai món đồ vật này đã bị lấy cắp ngay từ trong Chiến tranh thế giới thứ hai, trước khi được chuyên chở về Königsberg. Trong năm 2000 hai món đồ vật này được chính phủ liên bang Đức giao trả về Nga.

## Tái thiết

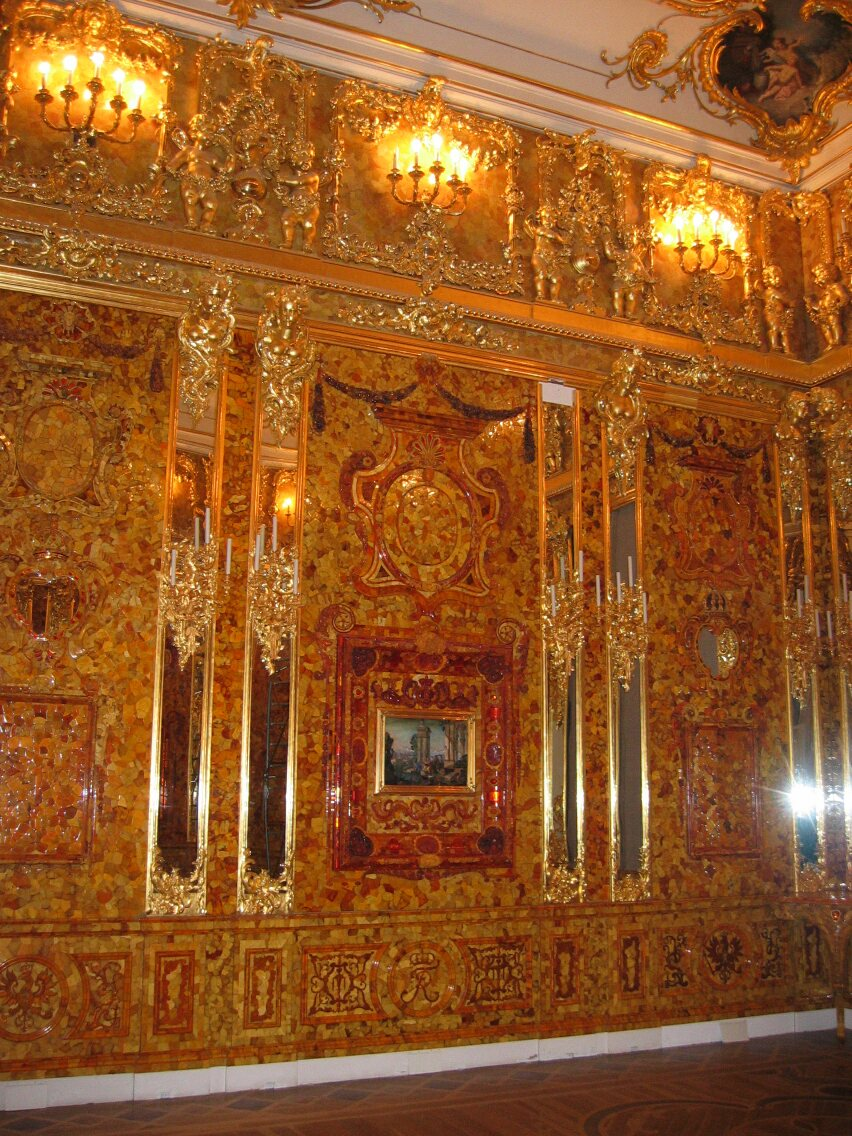
Căn phòng hổ phách tái thiết

Bắt đầu từ năm 1979 các chuyên gia người Nga bắt đầu tái thiết căn phòng hổ phách chủ yếu dựa trên các tấm ảnh đen trắng và một tấm ảnh màu duy nhất còn lại. Năm 1997 do thiếu kinh phí nên việc tái thiết tạm dừng. Vào năm 1999 nhờ vào số tiền tài trợ 3,5 triệu USD của Ruhrgas AG (công ty cổ phần Ruhrgas - Đức) việc tái thiết căn phòng hổ phách được kết thúc. Trong khuôn khổ kỷ niệm 300 năm của thành phố Sankt-Peterburg Vladimir Putin và Gerhard Schröder đã khánh thành căn phòng hổ phách mới này, hiện đặt tại Cung điện Catherine, Pushkin, Saint Petersburg.
Một căn phòng hổ phách thu nhỏ sao chép lại nguyên mẫu cũng được trưng bày ở Kleinmachnow gần Berlin. Một nhà sưu tầm ở Berlin, bà Ulla Klingbeil, đã cho làm tác phẩm nghệ thuật này và triển lãm trong viện bảo tàng thu nhỏ "Arikalex" trong khuôn viên của Europarcs tại Dreilinden. Tiền thu được từ vé vào cửa được trao về cho hội Ariklex là một hội từ thiện tài trợ cho những dự án xã hội vì trẻ em bị hành hạ và tật nguyền.

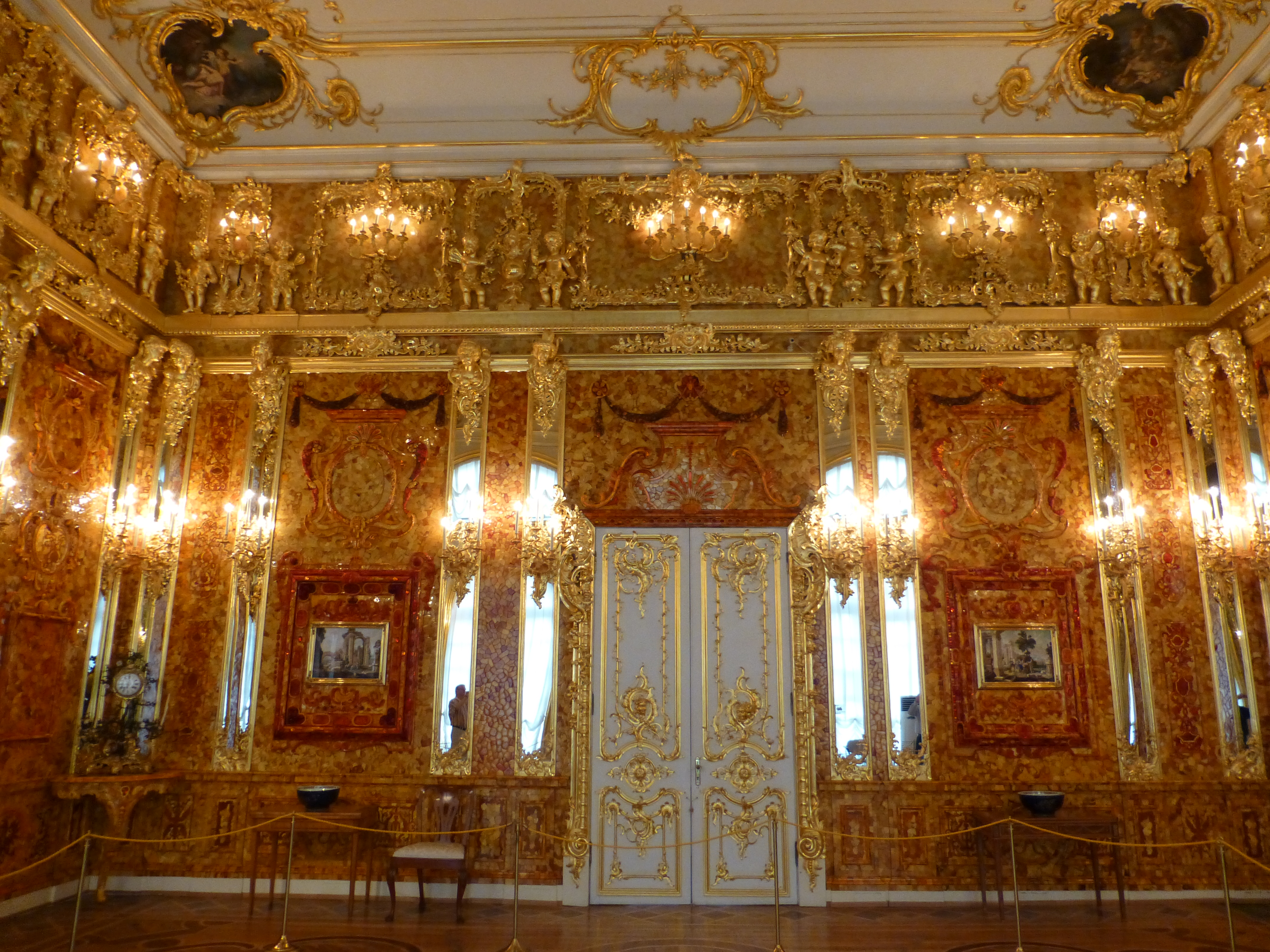
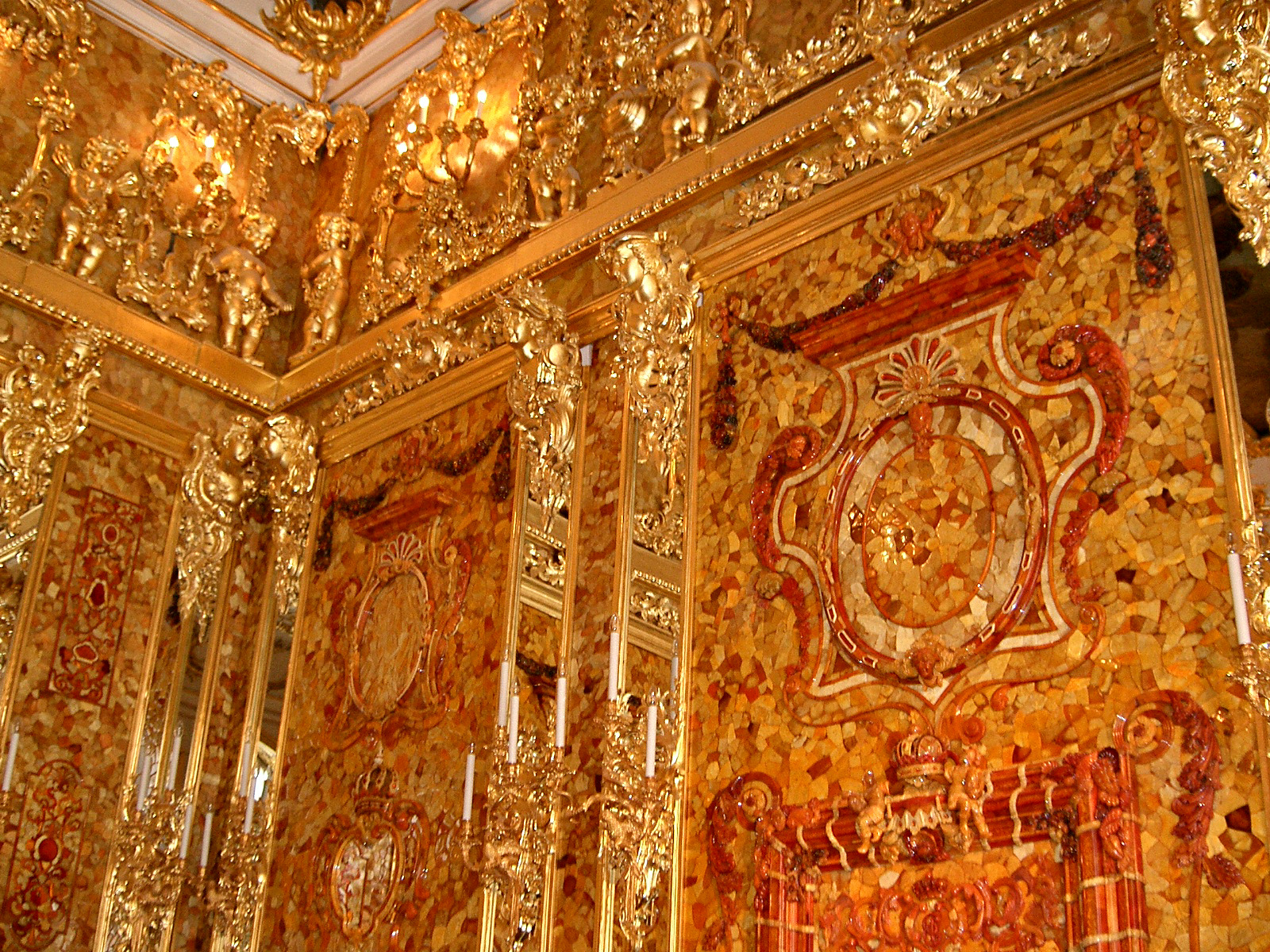
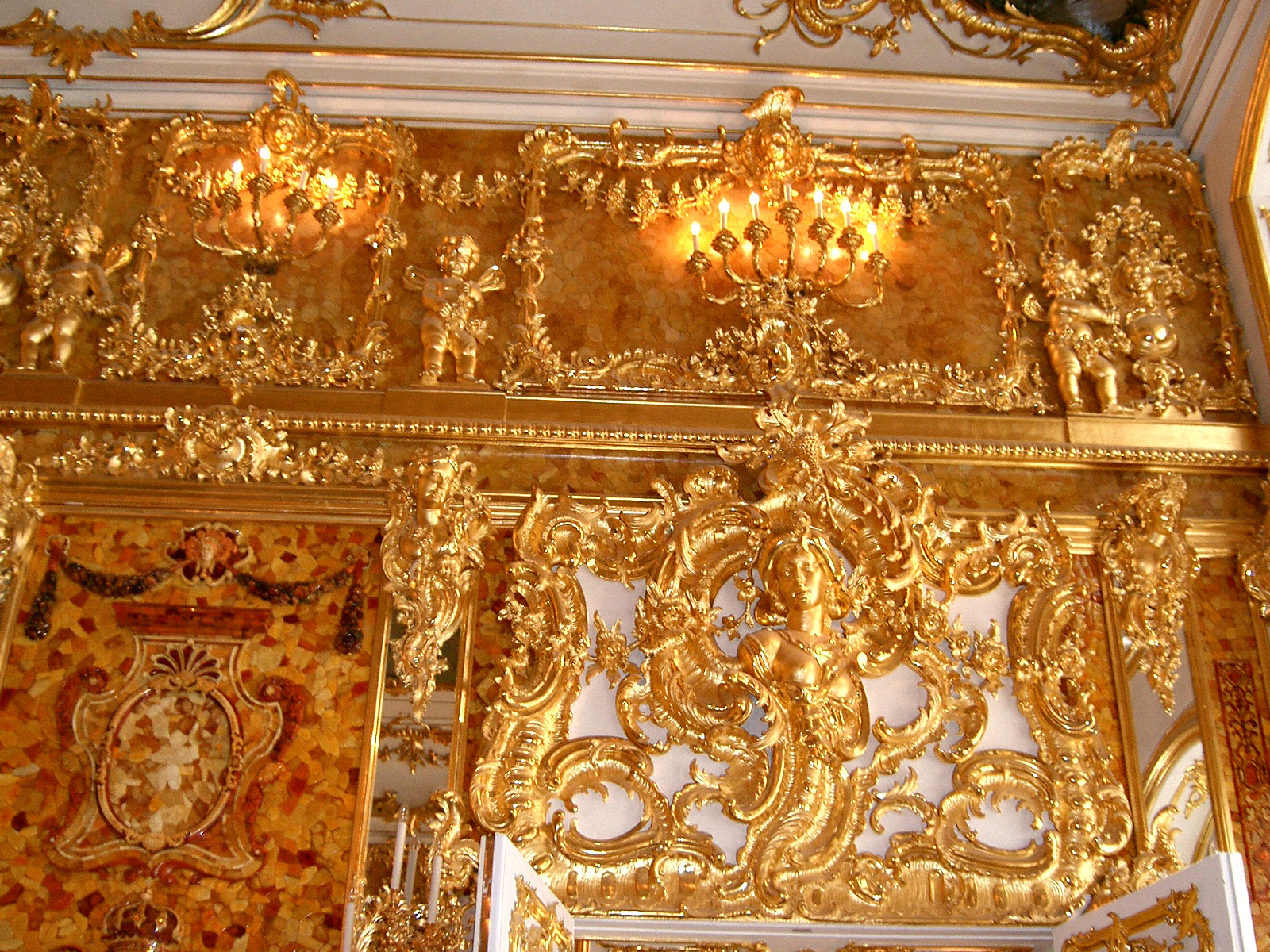
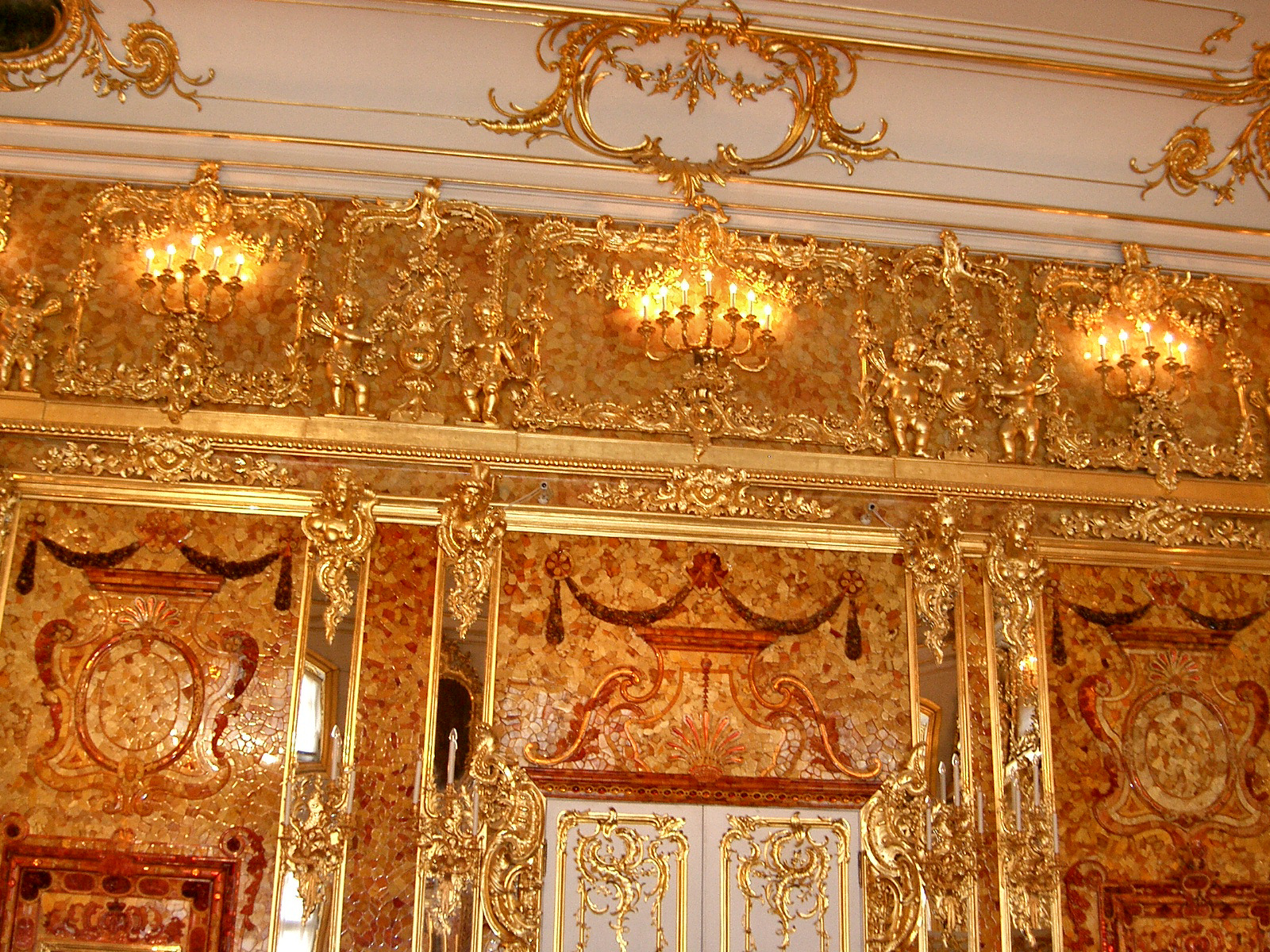
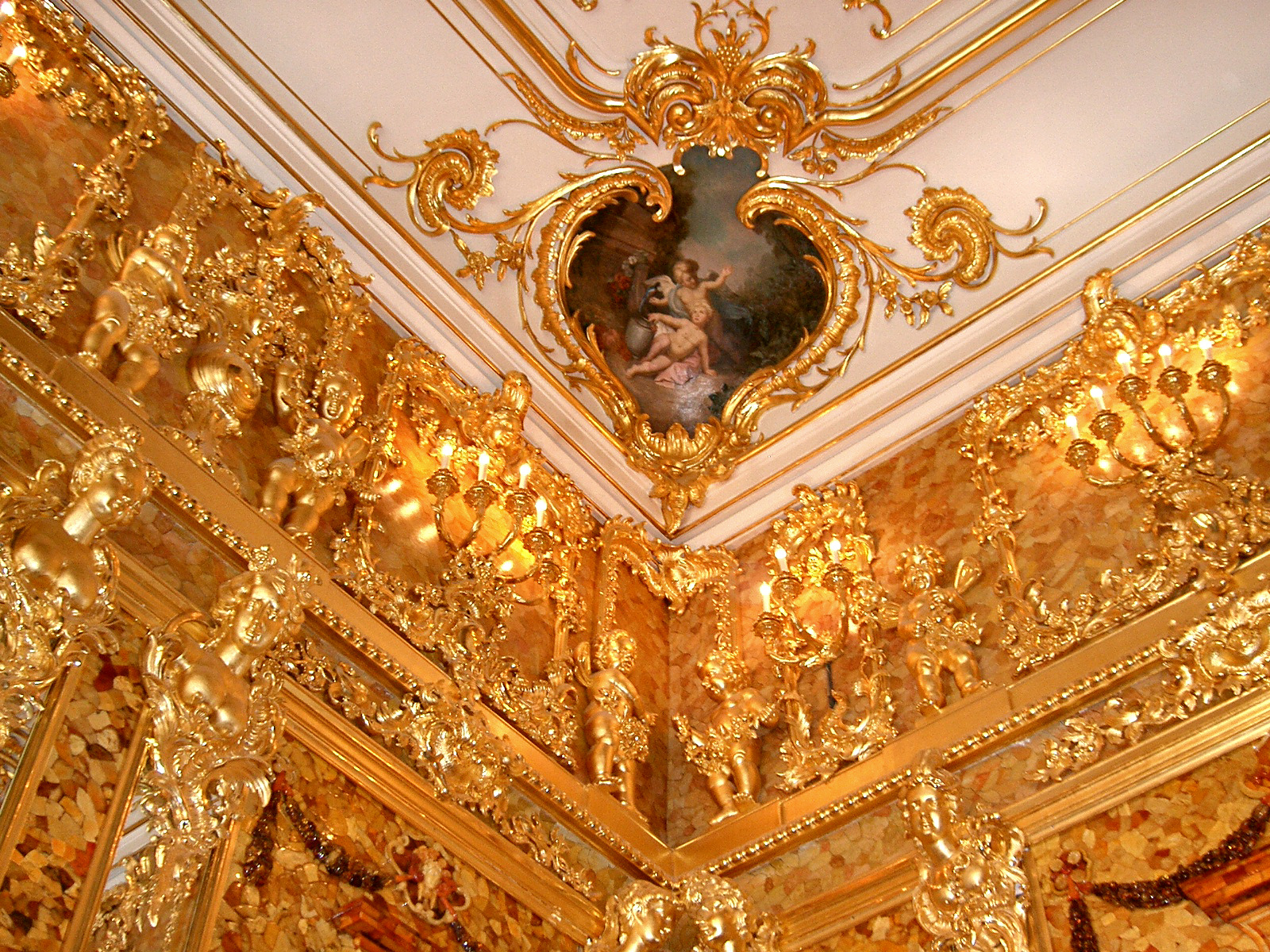